# Алгу
Алгу (пре 1247 — 1265/6, Алмалик) је био син Баидара, великог монголског војсковође који се истакао у походу на Европу и другог сина кана Чагатаја, сина Џингис-кана. Био је чагатајски кан од 1260. до своје смрти.

## Освајање власти
Године 1260. на место чагатајског кана поставио га је Арик Боке, самопроглашени Велики Кан у Монголији. Енергични Алгу се веома брзо повезао са утицајним чагатајским амирима, што му је омогућило релативно лако преузимање власти већ до 1261. године, премда је постојао и легитимни кан Мубарак-шах. Приликом освајања власти Алгу је присвојио и Самарканд и Бухару, које су раније заједнички контролисали гарнизони чагатајског кана и Великог Кана. Такође, биле су освојене и поједине области које су припадале Златној хорди, као што су Харезм и северни део Авганистана, што је довело до сукоба са северозападним суседом.

## Толуидски грађански рат
Алгу је учествовао у Толуидском грађанском рату који се од 1260. до 1264. године водио између наследника Монгке-кана: Арик Бокеа и Кублаја. У почетку је подржавао Арик Бокеа, али кад је постало јасно да ће, после губитка Каракорума, изгубити, побунио се против његове власти и победио га у бици код језера Сајрам, 1262. године. Чагатајски канат је био важан савезник Арик Бокеа, зато што је храном снабдевао Монголију у којој је, изазавана климатским приликама, владала глад. У тешкој ситуацији, самопроглашени Велики Кан у пролеће 1263. године упада у канат и наноси пораз Алгуу у бици на реци Или, приморавши га да побегне у Источни Туркестан, где га гони до Јининга. Међутим, лоше климатске прилике, глад у Монголији и поврх свега оштра зима 1263./1264. приморале су Арик Бокеа да се у пролеће преда брату.

## Посета браће Поло
Током његове владавине кроз област Чагатајског каната су прошли млетачки трговци, браћа Николо и Матео Поло, отац и стриц Марка Пола. Наиме, они су се налазили на двору Берке-кана, владара Златне хорде, и намеравали су да се врате својим кућама 1261. године. Међутим, избија рат између Берке-кана и илкана Хулагу-кана, па браћа нису могла да се врате истим путем којим су дошла. Стога одлучују да се врате заобилазним путем према истоку, како би избегли ратна дејства. Напредујући на исток, прешли су реку Сејхан и доспели до пустиње, која се простирала све до Бухаре, најбогатијег града Чагатајског каната. Нашавши се у окружењу браћа се три године задржавају у Бухари.
Неочекивано, браћу избавља посебни изасланик Хулагу-кана упућен Кублај-кану у северну Кину. Будући да му се никад раније није указала прилика да се упозна са неким рођеним у Италији, премда је то жарко желео, неизмерно се обрадовао сусрету и разоговору са овом браћом, који су, у тај час, постали вични језику Татара; и пошто се с њима дружио неколико дана и схватио да су му њихови манири сасвим по вољи, предложио им је да пођу са њим у посету Великом Кану, који би био срећан да их види на свом двору, где до тог часа није боравио нико из њихове земље; додавши томе да ће бити примљени уз све почасти и обасути силним даровима. Уместо да да се излажи великом ризику у покушају да се врате кући, браћа прихватају позив изасланика и настављају путем севера и североистока као његова свита, у пратњи неколико слугу које су повели још из Венеције.
Браћа напуштајући Бухару пролазе кроз Самарканд и Кашгар, наишавши на опасну пустињу Такла Макан. Потом северним правцем стижу у Турфан и Хами, затим крећу на југоисток да би прошли кроз коридор Хеси. Путовање је било отежано због снегова и изливања река, тако да су до Кублај-кановог двора у Пекингу стигли тек после годину дана путовања, 1266. године.

## Рат са Каидуом и смрт
Иако су престале борбе Кублаја и Арик Бокеа, наставио се Алгуов рат са Каидуом, владарем јужног Сибира, поглаваром Огатајеве династије и савезником Златне хорде. Наиме, Алгу је напао овог моћног господара још 1263. године, пошто је овај био савезник Арик Бокеа. Каиду је у почетку однео победу над Алгуовом војском, али чагатајски кан му је касније нанео тежак пораз. Међутим, Алгу није стигао да искористи ову победу. Умро је напрасно у зиму 1265./1266. годину. Да би осигурао свој положај и легитимитет, мало пред смрт се оженио Органом, удовицом Кара-Хулагуа и мајком Мубарак-шаха, која га није надживела. На месту чагатајског кана наследио га је претходник, Мубарак-шах.

## Породично стабло
|  |                            |  |  |  |  |  |  |  |  |  |  |  |  |  |  |  |
|  | 16. Јесугеј                |  |  |  |  |  |  |  |  |  |  |  |  |  |  |  |
|  |                            |  |  |  |  |  |  |  |  |  |  |  |  |  |  |  |
|  |                            |  |  |  |  |  |  |  |  |  |  |  |  |  |  |  |
|  | 8. Џингис-кан, Велики Кан  |  |  |  |  |  |  |  |  |  |  |  |  |  |  |  |
|  |                            |  |  |  |  |  |  |  |  |  |  |  |  |  |  |  |
|  |                            |  |  |  |  |  |  |  |  |  |  |  |  |  |  |  |
|  | 17. Хоелун                 |  |  |  |  |  |  |  |  |  |  |  |  |  |  |  |
|  |                            |  |  |  |  |  |  |  |  |  |  |  |  |  |  |  |
|  |                            |  |  |  |  |  |  |  |  |  |  |  |  |  |  |  |
|  | 4. Чагатај, чагатајски кан |  |  |  |  |  |  |  |  |  |  |  |  |  |  |  |
|  |                            |  |  |  |  |  |  |  |  |  |  |  |  |  |  |  |
|  |                            |  |  |  |  |  |  |  |  |  |  |  |  |  |  |  |
|  | 9. Борте                   |  |  |  |  |  |  |  |  |  |  |  |  |  |  |  |
|  |                            |  |  |  |  |  |  |  |  |  |  |  |  |  |  |  |
|  |                            |  |  |  |  |  |  |  |  |  |  |  |  |  |  |  |
|  | 2. Баидар                  |  |  |  |  |  |  |  |  |  |  |  |  |  |  |  |
|  |                            |  |  |  |  |  |  |  |  |  |  |  |  |  |  |  |
|  |                            |  |  |  |  |  |  |  |  |  |  |  |  |  |  |  |
|  | 1. Алгу                    |  |  |  |  |  |  |  |  |  |  |  |  |  |  |  |
|  |                            |  |  |  |  |  |  |  |  |  |  |  |  |  |  |  |
|  |                            |  |  |  |  |  |  |  |  |  |  |  |  |  |  |  |